# Villa Bellerive
Die Villa Bellerive steht in der Stadt Luzern an erhöhter Lage mit Aussicht auf den Vierwaldstättersee. Sie ist mit dem umliegenden Park auf der Liste der Kulturgüter in Luzern als national bedeutend aufgeführt.

## Gebäude

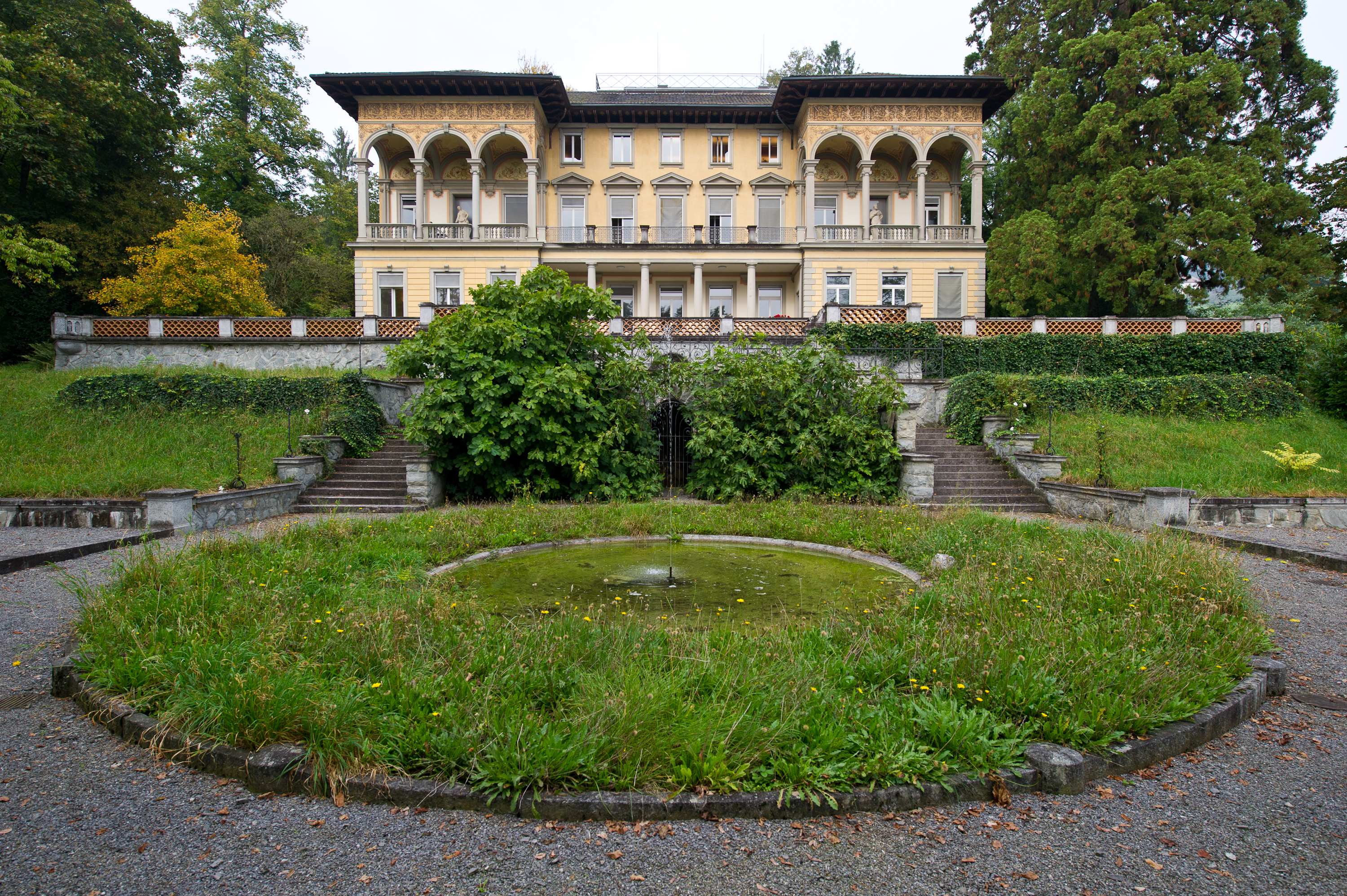
Villa Bellerive mit Brunnen

Die Villa ist ein Bau im Stil der toskanischen Renaissance-Landgüter. Auf dem Grundstück stehen neben der grossen Parkanlage von Evariste Mertens ein Pförtnerhaus, ein Bauernhaus und ein Ökonomiegebäude.

## Geschichte
Der Name Bellerive (französisch: «schönes Ufer») stammt aus dem Jahre 1844 von der Gräfin Sophie d’Harnancourt. Der damalige Landsitz reichte bis ans Ufer des Vierwaldstättersees. Martin Bodmer von Muralt liess die Villa von 1887 bis 1890 erbauen. Die Planung liess er durch Arnold Bringolf durchführen, dem Architekten des Hotels «Schweizerhof» Luzern.

## Nutzung
Ursprünglich als Wohnhaus genutzt, übernahm 1964 der Kanton Luzern die Villa. Er liess dort 1970 das kantonale Kindergartenseminar errichten. Heute nützt die Pädagogische Hochschule Luzern das Gebäude.